# Chlorita sulphurea
Chlorita sulphurea är en insektsart som beskrevs av Mitjaev 1963. Chlorita sulphurea ingår i släktet Chlorita och familjen dvärgstritar.
Artens utbredningsområde är Kazakstan. Inga underarter finns listade i Catalogue of Life.